# ケイト・ジャクソン
ケイト・ジャクソン （Kate Jackson, 1948年10月29日 - ）は、アメリカ合衆国の女優である。『チャーリーズ・エンジェル』でサブリナ・ダンカンを演じた。これまでに3度エミー賞にノミネートされてきた。俳優・プロデューサーのアンドリュー・スティーヴンスは元夫。

## 略歴
アラバマ州バーミングハムに生まれる。父は建築資材の卸業者。二人姉妹の次女で、姉であるジェニーは教師だった。バーミングハムのハイスクール時代に舞台に立ち、演技に興味をもった。ミシシッピ大学に2年間通った後、バーミングハム・サザン大学の演劇学科生となった。ここで芝居の全てを学ぶ一方、バーモント演劇学校の夏季公演で1シーズン修行した。
その後ニューヨークの演劇学校、アメリカン・アカデミー・オブ・ドラマティック・アーツに入学。ABCテレビの昼の連続ドラマ『暗い影』にセミ・レギュラーとしてテレビ初出演を果たす。このチャンスを活かすためハリウッドに移り住み、数々のTVドラマに出演。1976年より人気テレビシリーズ『チャーリーズ・エンジェル』に出演して人気を博す。
映画『クレイマー・クレイマー』に出演依頼があったが、『チャーリーズ・エンジェル』の製作者から許しが出ず、メリル・ストリープがダスティン・ホフマンの相手役となった。
2007年以降は出演作が無く、60歳以降は女優としては引退状態にある。

## 主な出演作品

### 映画
| 公開年 | 邦題 原題                                            | 役名                       | 備考                 |
| ------ | ---------------------------------------------------- | -------------------------- | -------------------- |
| 1971   | 血の唇2 Night of Dark Shadows                        | トレイシー・コリンズ       |                      |
| 1972   | 雨の日にふたたび Limbo                               | サンディ                   |                      |
| 1973   | 女子大生悪魔の体験入学 Satan's School for Girls      | ロベルタ・ロックハート     | テレビ映画           |
| 1974   | 恐怖の殺人蜜蜂 Killer Bees                           | ヴィクトリア・ウェルズ     | テレビ映画           |
| 1974   | 死の航海 Death Cruise                                | メアリー                   | テレビ映画           |
| 1976   | ローナ・ラブの伝説 Death at Love House               | ドナ・グレゴリー           | テレビ映画           |
| 1977   | ランナウェイ Thunder and Lightning                   | ナンシー・スー・ハニカット |                      |
| 1981   | シン・アイス Thin Ice                                | リンダ・リヴァース         | テレビ映画           |
| 1981   | ダーティ・トリック Dirty Tricks                      | ポリー・ビショップ         |                      |
| 1982   | メーキング・ラブ Making Love                         | クレア                     |                      |
| 1989   | 愛の宅配-ピザ・ボーイ Loveboy                        | ダイアン                   |                      |
| 1990   | ストレンジャー The Stranger Within                   | マレ・ブラックバーン       | テレビ映画           |
| 1992   | 愛しのルーシー Homewrecker                           | ルーシー                   | テレビ映画、声の出演 |
| 1996   | スカイ・パニック Panic in the Skies!                 | ローリー・アン・ピケット   | テレビ映画           |
| 1999   | ナイフ Error in Judgment                             | シェリー                   |                      |
| 2000   | サタン・スクール/美しき悪魔 Satan's School for Girls | 寮長                       | テレビ映画           |

### テレビシリーズ
| 放映年    | 邦題 原題                                         | 役名                     | 備考         |
| --------- | ------------------------------------------------- | ------------------------ | ------------ |
| 1970-1971 | 暗い影 Dark Shadows                               | ダフネ                   | 70エピソード |
| 1972-1976 | 命懸けの青春/ザ・ルーキーズ The Rookies           | ジル・ダンコ             | 92エピソード |
| 1972      | ボナンザ Bonanza                                  | エレン                   | 1エピソード  |
| 1976-1979 | チャーリーズ・エンジェル Charlie's Angels         | サブリナ・ダンカン       | 69エピソード |
| 1983-1987 | Scarecrow and Mrs. King                           | アマンダ・キング         | 89エピソード |
| 1998-1989 | Baby Boom                                         | J.C.ワイアット           | 13エピソード |
| 1997      | アリー my Love Ally McBeal                        | バーバラ・クッカー       | 1エピソード  |
| 2002      | サブリナ Sabrina, the Teenage Witch               | キャンディ               | 1エピソード  |
| 2004      | サード・ウォッチ Third Watch                      | ジャン・マーティン       | 2エピソード  |
| 2007      | クリミナル・マインド FBI行動分析課 Criminal Minds | エリザベス・プレンティス | 1エピソード  |